# Michel D'Hooghe
Michel D'Hooghe (Zele, 19 febbraio 1912 – Lokeren, 12 maggio 1940) è stato un ciclista su strada belga.

## Biografia
Nato nel 1912 a Zele, nelle Fiandre Orientali, iniziò a correre nel 1933, da individuale, passando l'anno successivo, a 22 anni, alla Van Hauwaert, dove rimase per tutta la carriera. Nel 1934 partecipò alla sua unica Liegi-Bastogne-Liegi in carriera, arrivando 19º, ed esordì al Giro delle Fiandre, concludendo 16º. Vittorioso, tra le altre, al Ronde van Limburg e al GP Zwevegem nel 1936, nello stesso anno terminò 10º al Giro delle Fiandre. Nel 1937 ottenne il principale successo della carriera, trionfando al Giro delle Fiandre con il tempo di 7h29'00".
Sempre nel 1937 prese parte ai Mondiali di Copenaghen, arrivando 7º nella gara in linea Professionisti.
Morì nel 1940, a soli 28 anni, a carriera ancora in corso, durante la seconda guerra mondiale, a seguito dei bombardamenti tedeschi sulla stazione di Lokeren.

## Palmarès
- 1933 (Individuale, 1 vittoria)

Circuit des Régions Flamandes
- 1934 (Van Hauwaert, 2 vittorie)

Waarschoot
Westmalle
- 1935 (Van Hauwaert, 3 vittorie)

Aalst
Borgerhout
Muizen
- 1936 (Van Hauwaert, 6 vittorie)

Ronde van Limburg
GP Zwevegem
Ster van Deurne
Ekeren
Schelle
Hoogerheide
- 1937 (Van Hauwaert, 4 vittorie)

Giro delle Fiandre
Sint-Niklaas
Sint-Lievens-Houtem
Zele

## Piazzamenti

### Classiche monumento
- Giro delle Fiandre

1934: 16º
1936: 10º
1937: vincitore
- Liegi-Bastogne-Liegi

1934: 19º

### Competizioni mondiali
- Campionati del mondo

Copenaghen 1937 - In linea professionisti: 7º